# Weston, Vermont
Weston är en kommun (town) i Windsor County i den amerikanska delstaten Vermont med en yta av 91,1 km² och en folkmängd, som uppgår till 566 invånare (2010). Weston grundades den 26 oktober 1799.

## Kända personer från Weston
- Aaron H. Cragin, politiker
- Sam Lloyd, skådespelare